# Naaktkeelklokvogel
De naaktkeelklokvogel (Procnias nudicollis) is een zangvogel uit de familie Cotingidae (cotinga’s). Het is een kwetsbare vogelsoort uit Zuid-Amerika.

## Kenmerken
De vogel is 26 tot 28 cm lang. Het mannetje is een opvallend witte vogel met een blauwgroen gekleurde keel, waar de huid naakt is, net als rond het oog. Het vrouwtje is kleiner, olijfgroen van boven en op de borst en buik licht olijfgroen tot geelgroen.

## Geluid
Het geluid dat de vogel maakt lijkt op het rinkelen van de bel van een (elektronische) wekker.
- Xeno-canto opname Auteur: Carlos Neimar Kuhn. Locatie: São Francisco de Paula, Rio Grande do Sul

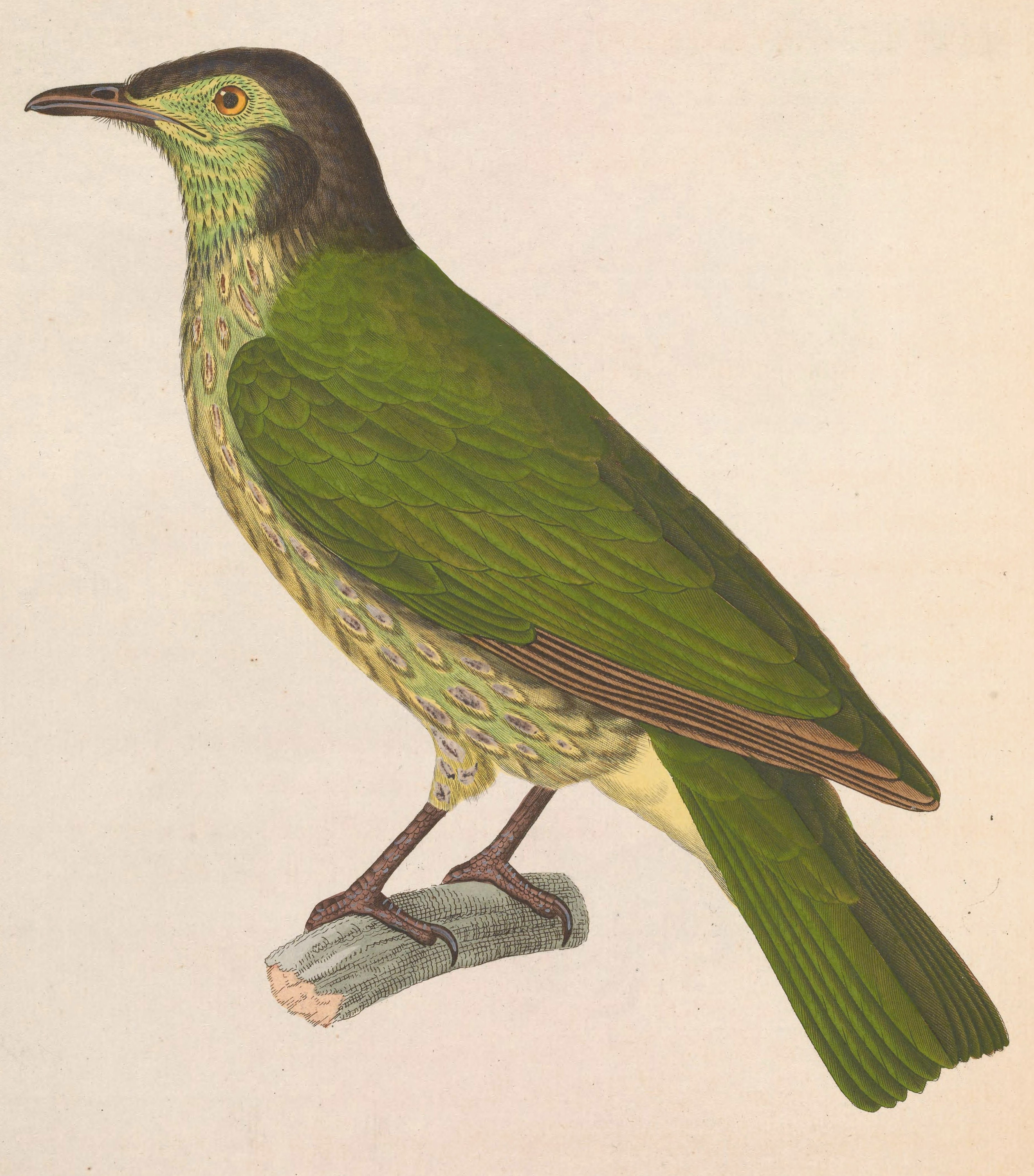
Vrouwtje
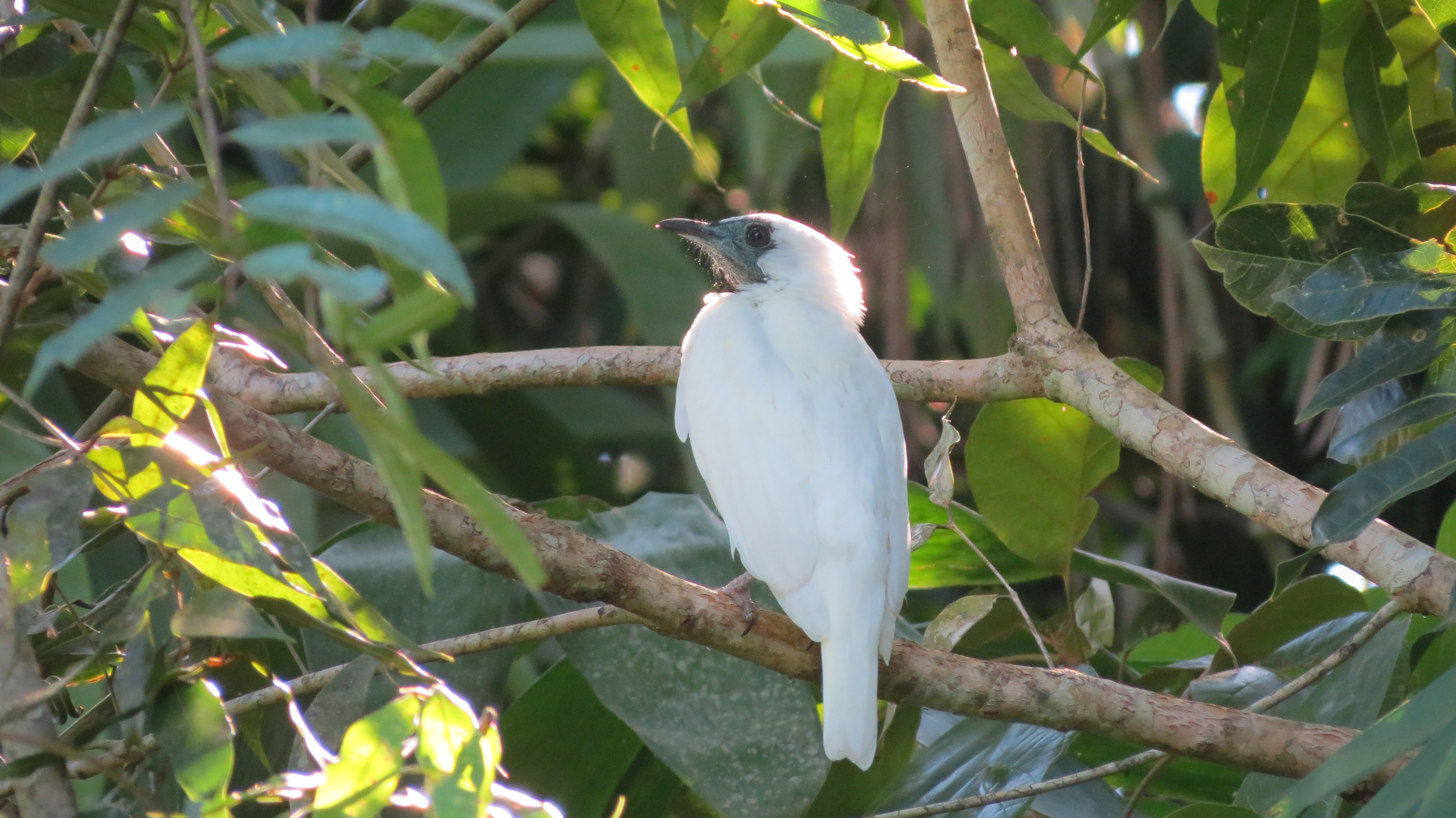
Mannetje

## Verspreiding en leefgebied
Deze soort komt voor van zuidoostelijk Brazilië (Alagoas) tot oostelijk Paraguay en noordoostelijk Argentinië (Misiones). Het leefgebied wordt bepaald door de aanwezigheid van natuurlijk bos met bepaalde fruitboomsoorten (de palm Euterpe edulis en Aspidosperma polyneuron). Het is een trekvogel die een route volgt langs de geleidelijk rijpende vruchten van deze bomen.

## Status
De naaktkeelklokvogel heeft een beperkt verspreidingsgebied en daardoor is de kans op uitsterven aanwezig. De grootte van de populatie werd in 2020 door BirdLife International geschat op 50.000-130.000 volwassen individuen en de populatie-aantallen nemen af door vangst voor de kooivogelhandel en door habitatverlies. Het leefgebied wordt aangetast door ontbossing. Om deze redenen staat deze soort als gevoelig op de Rode Lijst van de IUCN.